# Equipe italiana na Copa Billie Jean King
A equipe italiana na Copa Billie Jean King representa a Itália na Copa Billie Jean King, principal competição de tênis feminina por equipes do mundo. É administrada pela Federazione Italiana Tennis e Padel.
Conquistou quatro títulos, incluindo um bicampeonato (2009-2010).

## Última convocação
Para o Finals de 2023, em novembro:
- Lucia Bronzetti
- Elisabetta Cocciaretto
- Jasmine Paolini
- Lucrezia Stefanini
- Martina Trevisan